# 成形裝藥

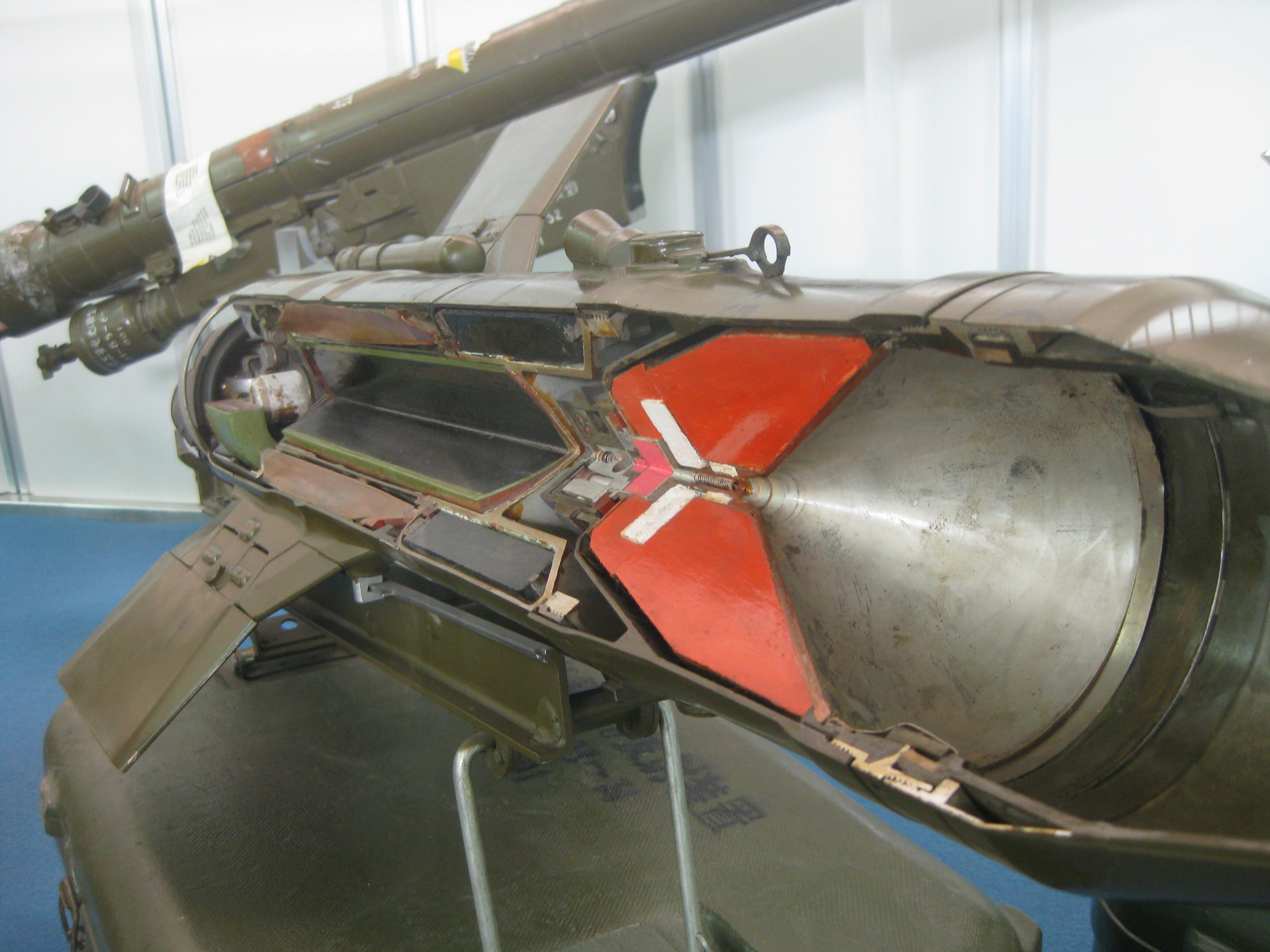
反坦克飛彈的錐形裝葯結構

锥形装药，又名聚能裝藥，是反装甲弹药中的一种常见技术。在距离装甲一定距离时，装药引爆，漏斗状金属壳体受挤压变形，并在高温高压作用下聚焦形成一条高速金属射流，使得壓力能集中於一點以穿透装甲。

## 作用原理
1880年美國人蒙羅發現若把炸藥表面造成V字形凹陷，當炸藥被引爆時爆炸威力會被集中於一點，這被稱為蒙羅效應，第一次世界大戰時德國人諾伊曼發現若在炸藥凹陷處加上金屬墊（通常是銅），當爆炸時炸藥會集中一點地推動金屬墊，這時雖然此金屬墊仍是固體但在炸藥推動之下卻如同液體般形成高速的金屬噴流，足以洞穿鋼鐵，成為高爆反坦克彈的原理，它理論上可以洞穿金屬墊直徑5倍的裝甲。

## 應用
- 磁鐵反坦克手雷
- 高爆反坦克彈
- 反戰車飛彈